# Zaginiony patrol
Zaginiony patrol (tytuł oryg. Delta Force One: The Lost Patrol) – amerykański film fabularny z roku 1999, nakręcony w Izraelu.
W Izraelu również, dnia 5 października 2000 roku, miała miejsce światowa premiera filmu. 29 stycznia 2001 roku w rodzimych Stanach Zjednoczonych film odnotował swoją premierę na rynku VHS/DVD.

## Obsada
- Gary Daniels jako kapitan James Wellford
- Mike Norris jako sierżant Mike Morton
- Bentley Mitchum jako sierżant Don Nichols
- John Rhys-Davies jako Ivan
- Ze’ew Rewach jako Youssef (w czołówce jako Zev Revach)
- Michelle Kapeta jako oficer medyczny Diana Erickson
- Uri Gavriel jako Abu Nimer